# Distih
Distihul este un grup de două versuri cu structură metrică de obicei deosebită și care împreună alcătuiesc o strofă cu sens de sine stătător.